# フィリップス・ホームズ
フィリップス・ホームズ（Phillips Holmes、1907年7月22日 - 1942年8月12日）は、アメリカ合衆国の俳優。ミシガン州グランドラピッズ出身。ハリウッド・ウォーク・オブ・フェームに映画分野で星を1つ持っている。

## 人物
1941年にカナダ空軍に加わり、翌年、カナダ・オンタリオ州北西上空で2機の戦闘機による衝突事故で死亡した。

## 主な出演作品
- ワイルド・パーティー The Wild Party （1929年）
- 撮影所殺人事件 The Studio Murder Mystery （1929年） ※クレジットなし
- 砂丘を越えて Stairs of Sand （1929年） ※フィリップス・R・ホームズ名義
- シャーロック・ホームズ The Return of Sherlock Holmes （1929年）
- レヴュー結婚 Pointed Heels （1929年）
- 勇者ならでは Only the Brave （1930年）
- パラマウント・オン・パレイド Paramount on Parade （1930年）
- 悪魔の日曜日 The Devil's Holiday （1930年）
- おやぢ Grumpy （1930年）
- ハア・マン Her Man （1930年）
- 光に叛く者 The Criminal Code （1931年）
- 盗まれた天国 Stolen Heaven （1931年）
- 女学生の日記 Confessions of a Co-Ed （1931年）
- アメリカの悲劇 An American Tragedy （1931年）
- 明暗二人女 Two Kinds of Women （1932年）
- 私の殺した男 Broken Lullaby （1932年）
- 闇の法廷 Night Court （1932年）
- 七万人の目撃者 70,000 Witnesses （1932年）
- マダム・ブランシュの秘密 The Secret of Madame Blanche （1933年） ※『ブランシュ夫人の秘密』のタイトル表記も[2]
- 男子戦わざる可らず Men Must Fight （1933年）
- 明日の太陽 Looking Forward （1933年）
- 暁の暴風 Storm at Daybreak （1933年）
- 晩餐八時 Dinner at Eight (1933年）
- 第三の恋 Beauty for Sale （1933年）
- 宿命の窓 Penthouse （1933年）
- 踊り子の母 Stage Mother （1933年）
- 女優ナナ Nana （1934年）
- キャラバン Caravan （1934年）
- 嫌疑者 Private Scandal （1934年）
- 百万ドル身代金 Million Dollar Ransom （1934年）
- 脱獄鬼 Great Expectations （1934年）
- スパンキイ将軍 General Spanky （1936年）